# Elin Parkman
Ruth Elin Parkman Smirnova, född Parkman 11 september 1986 i Byske församling i Västerbottens län, är en svensk översättare som översätter från ryska till svenska. 
Elin Parkman har bland annat översatt flera böcker av den ryske exilförfattaren Michail Sjisjkin. Recensenten Jesper Högström beskriver i sin anmälan av Brevboken hur de poetiskt exakta intrycken är "vackert förmedlade i Parkmans rent fysiskt njutbara översättning". Litteraturvetaren Ingrid Elam menar i sin recension av Venushår att bokens växlingar mellan poetiskt vemod och brutal realistisk prosa återges i översättningen "med beundransvärd följsamhet och uppfinningsrikedom". En annan recensent betonar att Parkman förefaller följa Sjisjkins tvära kast på ett exceptionellt sätt.

## Översättningar (urval)
- Šiškin, Michail Pavlovič (2013). Brevboken. Översättning: Elin Parkman. Stockholm: Ersatz. Libris 13818496. ISBN 9789187219443
- Šiškin, Michail Pavlovič (2014). Venushår. Översättning: Elin Parkman. Stockholm: Ersatz. Libris 16478733. ISBN 9789187891076
- DJ Stalingrad (2016). Exodus. Översättning: Elin Parkman. Stockholm: Ersatz. Libris 14218138. ISBN 9789187219658